# Galimzian Chusainow
Galimzian Salichowicz Chusainow (ros. Галимзян Салихович Хусаинов, tat. Ğalimcan Salix uğlı Xөsəyenev, ur. 27 czerwca 1937 we wsi Nowoje Iszłajkino, Tatarstan, zm. 5 lutego 2010 w Moskwie) – rosyjski piłkarz pochodzenia tatarskiego, występujący jako napastnik, reprezentant Związku Radzieckiego, trener piłkarski.
Pochowany na Cmentarzu Daniłowskim w Moskwie.

## Kariera piłkarska
Karierę piłkarską zaczynał od treningów w drużynie juniorów Dynama Kujbyszew. W następnych latach reprezentował barwy Krylii Sowietow Kujbyszew i Spartaka Moskwa, z którym odnosił największe sportowe sukcesy: mistrzostwo ZSRR w 1962 i 1969 oraz Puchar ZSRR w 1963, 1965 i 1971. W radzieckiej reprezentacji w latach 1960–1969 rozegrał 33 spotkania, strzelił 4 bramki. W 1964 zdobył wicemistrzostwo Europy, a 2 lata później IV miejsce na mistrzostwach świata w Anglii.
- do 1956 – Dynamo Kujbyszew
- 1957-60 – Krylia Sowietow Kujbyszew
- 1961-73 – Spartak Moskwa

## Kariera trenerska
Jako trener pracował w sztabach szkoleniowych drużyn klubowych: Spartaka Nalczyk (1974), Spartaka Moskwa (1976) i Paxtakoru Taszkent (1980–1982) oraz radzieckiej reprezentacji juniorów (1975).